# Конгресс (съезд)
Конгре́сс (лат. congressus — собрание, общение) — может означать название различных собраний, конференций, съездов в широком составе (обычно международных).

## Исторические конгрессы
- Аландский конгресс (1718—1719) — безуспешная попытка окончания Северной войны России и Швеции, предшественник Ништадтского мирного договора 1721 года
- Ахенский конгресс (1818) — дипломатическая конференция глав европейских государств, созванная с целью решения вопросов вывода оккупационных войск из побеждённой наполеоновской Франции и конструирования системы международных отношений между четырьмя великими державами — Великобританией, Австрийской империей, Пруссией и Россией
- Берлинский конгресс (1878) — международный конгресс, созванный для пересмотра условий Сан-Стефанского мирного договора, завершившего Русско-турецкую войну (1877—1878)
- Велеградские конгрессы — международные встречи, проходившие в первой половине XX века в Чехии и посвящённые вопросам экуменического объединения славян-христиан.
- Венский конгресс (1814—1815) — общеевропейская конференция, направленная на восстановление феодально-абсолютистских монархий, разрушенных французской революцией 1789 года и наполеоновскими войнами, и были определены новые границы государств Европы
- Веронский конгресс (1822) — последний дипломатический конгресс Священного союза
- Истмийский конгресс (481 год до н. э.) — собрание 30 древнегреческих государств, на котором было принято решение сообща отражать ожидаемое вторжение персов.
- Карловицкий конгресс (1698—1699) — созван для заключения мирного договора между Священной Римской империейя, Венецианской республикой, Россией и Речью Посполитой, с одной стороны, и Османской империей.
- Лозаннский конгресс масонов (1875) — вторая попытка создания международной организации в рамках союза верховных советов Шотландского Устава, не законченная в 1834 г.оду
- Немировский конгресс (1737) — съезд уполномоченных России, Австрии и Османской империи в Немирове с целью урегулировать последствия русско-турецкой войны 1735—1739 годов
- Парижский конгресс (1856)  — международные переговоры с целью завершения Крымской войны, увенчавшиеся подписанием Парижского трактата. В нём участвовали полномочные представители России, Франции, Англии, Австрии, Сардинии, Оттоманской империи, а также Пруссии.
- Раштаттский конгресс (1797—1799) — международный конгресс, созданный для исполнения условий Кампо-Формийского мирного договора 1797 года и для перекройки границ германских государств
- Эрфуртский конгресс (1808) — переговоры между Наполеоном и российским императором Александром I, Их результатом стало подписание союзного договора между императорами, который, однако, впоследствии не соблюдался

## Научные и философские конгрессы
- Всемирный конгресс эсперантистов
- Всемирный философский конгресс
- Европейский математический конгресс
- Конгресс политэкономов
- Международный ботанический конгресс
- Международный географический конгресс
- Международный геологический конгресс
- Международный конгресс астронавтики
- Международный конгресс испанского языка
- Международный конгресс математиков
- Международный конгресс по почвоведению
- Международный конгресс финно-угроведов
- Международный молодёжный ядерный конгресс
- Сольвеевские конгрессы — серия международных конференций по обсуждению фундаментальных проблем физики и химии.

## Прочее
- Всемирный конгресс бухгалтеров
- Всемирный конгресс хакеров
- Конгресс ФИФА
- Международные тюремные конгрессы
- Международный финансовый конгресс